# Le Torpt
Le Torpt [lə ˈtɔʁ] ist eine französische Gemeinde mit 460 Einwohnern (Stand: 1. Januar 2022) im Département Eure in der Region Normandie. Sie gehört zum Arrondissement Bernay und ist Teil des Kantons Beuzeville. Die Einwohner werden Torptais genannt.

## Geografie
Le Torpt liegt etwa 24 Kilometer südöstlich von Le Havre. Umgeben wird Le Torpt von den Nachbargemeinden Boulleville im Norden, Saint-Maclou im Nordosten, Fort-Moville im Osten, Martainville im Süden sowie Beuzeville im Westen.
Durch die Gemeinde führt die Autoroute A13.

## Bevölkerungsentwicklung
| 1962                       | 1968 | 1975 | 1982 | 1990 | 1999 | 2006 | 2017 |
| -------------------------- | ---- | ---- | ---- | ---- | ---- | ---- | ---- |
| 224                        | 201  | 194  | 206  | 213  | 267  | 288  | 443  |
| Quellen: Cassini und INSEE |      |      |      |      |      |      |      |

## Sehenswürdigkeiten
- Kirche Notre-Dame aus dem 12./13. Jahrhundert mit späteren Umbauten
- Schloss Bostenney aus dem 16./17. Jahrhundert

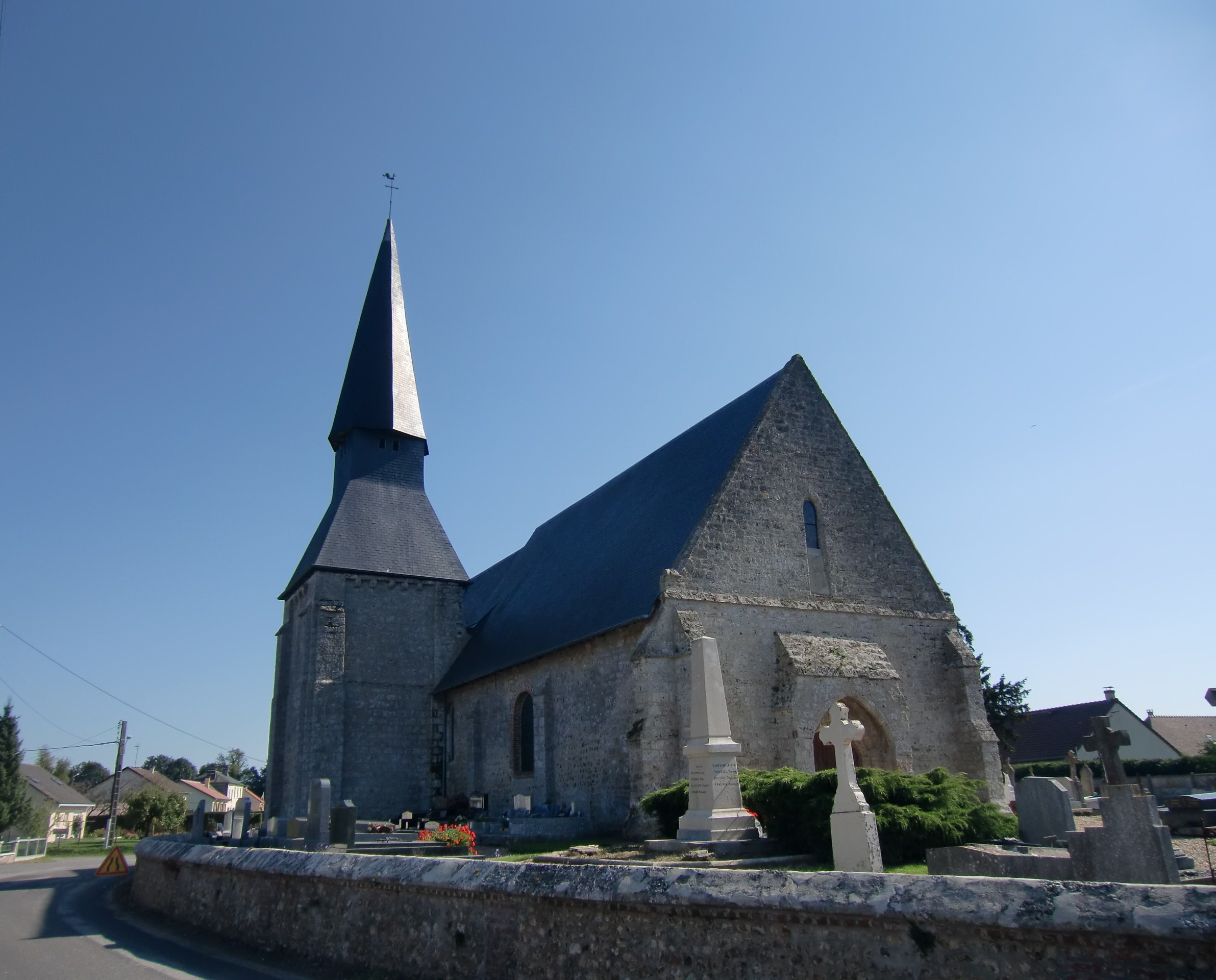
Kirche Notre-Dame

- Mühle von Les Godeliers